# Gramado Xavier
Gramado Xavier é um município brasileiro do estado do Rio Grande do Sul.

## Formação Administrativa e Territorial[5]
Distrito criado com a denominação de Gramado Xavier (ex-povoado), pela Lei Municipal n.º 442, de 19 de julho de 1956, criado com território desmembrado do distrito de Serafim Schmidt, subordinado ao município de Santa Cruz do Sul. 
Em divisão territorial datada de 1°/07/1960, o distrito permanece no município de Santa Cruz do Sul. Assim permanecendo em divisão territorial datada de 1988.
Elevado à categoria de município com a denominação de Gramado Xavier, pela Lei Estadual n.º 9.578, de 20 de março de 1992, desmembrado do município de Santa Cruz do Sul. Sede no antigo distrito de Gramado Xavier. Constituído do distrito Sede. Instalado em 1 de janeiro de 1993. Em divisão territorial datada de 2001, o município é constituído do distrito sede. Assim permanecendo em divisão territorial datada de 2007.

## História
O município de Gramado Xavier em seus registros início historicamente com duas famílias, que viviam, 90 anos atrás, distante dois quilômetros da cidade atual. Um deles era Custódio Xavier, cujo sobrenome dá denominação à cidade, pois na região havia vários pontos conhecidos por “gramados”, lugar que serviam de parada para tropeiros condutores de tropas, animais e produtos entre a Zona Colonial, na baixada, e a do Planalto.
O contingente populacional que migrou ao povoado que veio a dar origem ao município de Gramado Xavier era constituído, basicamente, de elementos de ascendência italiana. Eles vieram para essa região dentro do contexto das migrações internas ocorridas no início deste século, embora na região já vivesse uma pequena população de lusos, denominados pelos italianos de “nacionais”. 
O principal acesso ao município se dá pela RSC-153. Faz limite com os municípios de Barros Cassal, Sinimbu, Boqueirão do Leão e Lagoão. 

## Eventos
A Exposerra é o maior evento realizado pelo município, a cada dois anos, em soma a esta festa é realizado também as coroações da nova corte de soberanas. A Exposerra tem duração de três dias e ocorre no mês de dezembro, no dia 08 é a data do aniversário do município. O evento conta com diversas atrações, shows, lonões com feiras para comércio, praça de alimentação e apresentações variadas. A maior parte da programação ocorre na Praça Central e no ginásio da comunidade católica Giespa.

## Geografia
Localiza-se a uma latitude 29º16'05" sul e a uma longitude 52º34'44" oeste, estando a uma altitude de 463 metros. Sua população estimada em 2018 foi de 4.297 habitantes.

## Economia
O município de Gramado Xavier tem como cultura principal o plantio de fumo e investe atualmente em diversificação para melhoria de renda e qualidade de vida.
Como demais produtos destacam-se o milho,a soja, o feijão, a batata doce, o cultivo de hortaliças, produção de morangos, kiwis, uvas, laranjas, onde engaja-se os produtores rurais em projetos como forma de incentivo à produção familiar, e o consumo da produção gerada no próprio município.

Desenvolve-se ainda as atividades de Bovinocultura de leite, Psicultura,Apicultura, Ovinocultura que contam com projetos incentivadores e patrocinadores para iniciação e fortalecimento da cultura em nosso município, Viticultura e a atividade de Agroindústria sendo esta iniciada neste ano.